# 小行星13168
小行星13168（13168 Danoconnell）是一颗绕太阳运转的小行星，为主小行星带小行星。该小行星于1995年12月6日发现。

## 轨道参数
小行星13168的轨道半长轴为2.6293249 UA，离心率为0.096。